# The Understanding
The Understanding é o segundo álbum da dupla norueguesa Röyksopp lançado em 2005.
The Understanding estreou no número 13 da UK Albums Chart, com 22.466 cópias vendidas em sua primeira semana.

## Faixas
1. Triumphant
2. Only This Moment
3. 49 Percent
4. Sombre Detune
5. Follow My Ruin
6. Beautiful Day Without You
7. What Else Is There?
8. Circuit Breaker
9. Alpha Male
10. Someone Like Me
11. Dead To The World
12. Tristesse Globale